# 井口家
井口家（いぐちけ）は江戸時代に京都四条蛸薬師で醤油商を営みながら、京都四条河原町一帯に土地を持っていた豪家。
近江屋を営んでいた当主の井口新助は、幕末の坂本龍馬や岩崎弥太郎など土佐藩士らと繋がりが深く、部屋の提供、金銭面の支援等をしていたことで知られる。坂本龍馬や中岡慎太郎が殺害されたのは井口家の母屋の二階である。
京都国立博物館などには井口家から寄贈された坂本龍馬をはじめ、幕末志士らの貴重な資料が保存、展示されている。
弁護士の井口博は井口家の末裔にあたる。